# Banco Finandina

Cambio de imagen corporativa en 2018.

El Banco Finandina es un banco colombiano que está mayormente enfocado a microcréditos, es la primera entidad financiera de Colombia y América Latina en adoptar el esquema de empresa de Beneficio e Interés Colectivo (BIC).

## Historia
Mediante escritura pública No. 791 del 7 de marzo de 1977 inicia sus operaciones como banco de microfinanzas como Financiera Andina de Valores S.A., En 1988 la empresa fue adquirida por el grupo SEISSA y a partir de entonces se denomina Finandina.
De acuerdo con la Resolución 201 del 10 de febrero de 2011 se le otorga la categoría de banco pasando así a ser; Banco Finandina. A partir de 2012 se le autoriza la emisión de tarjetas de crédito, en 2013 empezó a ofrecer créditos de consumo y Libranzas, en 2017 comenzó su transición para convertirse en Banco digital.

## Área de influencia
El Banco tiene su domicilio principal en Chía (Cundinamarca), cuenta con agencias en las ciudades de
Bogotá, Medellín, Cali, Barranquilla, Ibagué, Bucaramanga, Villavicencio, Pereira, Pasto y Popayan.